# ワルツ第11番 (ショパン)
ワルツ第11番（ワルツだいじゅういちばん）変ト長調 作品70-1は、フレデリック・ショパンが1832年に作曲したワルツである。死後の1855年にユリアン・フォンタナにより出版された。

## 曲の構成
ヴィヴァーチェ。右手の跳躍の多い音形と左手の単純な和声が特徴。『レ・シルフィード』の中でも使われ、華やかなワルツとして第7番嬰ハ短調と対を成している。中間部は転調はしないが、下属調の変イ短調で落ち着いた中に寂しさを漂わせている。